# Nejvyšší kancléř

Znak České koruny

Nejvyšší kancléř Království českého, také nejvyšší zemský kancléř nebo nejvyšší český kancléř (německy böhmischer Obrister Kanzler nebo Obrister Kanzler von Böhmen případně Obrister Kanzler des Königreichs Böhmen, latinsky supremus cancellarius regni Bohemiae) stál v čele úřadu České (královské) kanceláře, později České dvorské kanceláře. Disponoval velkou panovnickou pečetí. Kancléř garantoval, že obsah listiny je v souladu s vůli panovníka, a jako zemský úředník současně zaručoval, že obsah listiny neodporuje zemským právům a privilegiím. Úřad byl obsazován pány. Přestože v dvanáctičlenném kolegiu nejvyšších zemských stavovských úředníků Českého království zaujímal až šestou pozici, po přestěhování do Vídně v pobělohorské době byl nejvlivnější politickou osobností české Koruny. Po spojení s rakouskou kanceláří ji řídil jako nejvyšší český a první rakouský kancléř.
Vratislav II. z Pernštejna pobíral po nástupu do úřadu v roce 1566 plat 180 zlatých rýnských měsíčně.

## Seznam nejvyšších kancléřů Českého království

### S titulem „nejvyšší český kancléř“
- 1156–1178 (10. 2.) Gervasius, vyšehradský probošt
- 1181–1197 Florián, vyšehradský probošt, později pražský
- 1195 Zdislav, vyšehradský probošt
- 1202–1207 Kristián, vyšehradský probošt
- 1207 Rabodo
- 1211–1214 Ondřej, pražský probošt
- 1216 Eppo, pražský probošt
- 1218–1225 Benedikt, litoměřický probošt
- 1226–1237 Arnold, vyšehradský probošt
- 1240–1245 Filip, vyšehradský probošt
- 1249–1252 (nebo 1254) M. Diviš († 4. 10. 1252 nebo 1254), vyšehradský probošt
- 1256–1265 Vladislav (asi 1237 – 24. 4. 1270), vratislavský kníže
- 1266–1277 M. Petr, vyšehradský probošt
- 1291–1296 Jan, vyšehradský probošt († 26. 8. 1296)
- 1296–1306 Petr z Aspeltu (asi 1250 – 2. 6. 1320 Mohuč), basilejský biskup a vyšehradský probošt
- 1316–1318 Jindřich
- 1318–1334 Jan Volek (okolo 1290 – 27. 9. 1351), vyšehradský probošt
- 1334–1347 Bertold z Lipé († 1347), vyšehradský probošt
- 1350 Mikuláš, pražský probošt
- 1348–1351 Jindřich z Lipé, vyšehradský probošt
- 1352 Přeclav (Břetislav) z Pohořelé, 20. vratislavský biskup (1341–1376)
- 1353–1374 Jan ze Středy (kolem 1310 Vysoké Mýto – 23. 12. 1380 Modřice u Brna), litomyšlský (1353–1364), později olomoucký biskup (1380)[2][3]
- 1355–1359 Vilém II. z Landštejna, vyšehradský probošt
- 1360–1361 Dětřich z Portic (Pordic; 1300 Stendal – 17. 12. 1367 Magdeburg), mindenský biskup a vyšehradský probošt
- 1365–1368 Burkard, vyšehradský probošt
- 1370 Jan z Moravy (kolem 1345 – 13. 10. 1394 Udine), vyšehradský probošt
- 1380–1384 Jan z Jenštejna (27. 12. 1347/1350 – 17. 6. 1400 Řím), 3. pražský arcibiskup (1379–1396)
- 1384–1393 Jan (Hanko), lubušský probošt, později kaminský biskup – poprvé
- 1394 (březen) – 1409 Václav Králík z Buřenic (kolem 1345 – 12. 9. 1416), antiochijský patriarcha a vyšehradský probošt – poprvé
- 1394 (srpen a září) Jan (Hanko), lubušský probošt, později kaminský biskup – podruhé
- 1395 Albrecht, magdeburský arcibiskup
- 1396 Jan (Hanko), lubušský probošt, později kaminský biskup – potřetí
- 1396–1416 Václav Králík z Buřenic (kolem 1345 – 12. 9. 1416), antiochijský patriarcha a vyšehradský probošt – podruhé
- 1436–1439 Kašpar Šlik z Holíče na Lokti
- 1453–1468 Prokop z Rabštejna († 11. 4. 1472)
- 1471–1479 Ctibor Tovačovský z Cimburka  (asi 1438 – 26. 6. 1494)
- 1473 Jan Zajíc z Hazmburka
- 1479–1503 Jan II. ze Šelmberka na Kosti (1447–1508)
- 1503–1510 (25. 5.) Albrecht II. Libštejnský z Kolowrat (1463 – 25. 5. 1510)
- 1510–1521 (18. 11.) Ladislav ze Šternberka na Bechyni († 18. 11. 1521)[4]
- 1522–1523 (13. 2.) Jindřich Švihovský z Rýzmberka
- 1523–1531 (25. 6.) Adam I. z Hradce (1494 – 15. 6. 1531 Praha)[5]
- 1533–1537 (14. 8.) Hanuš Pluh z Rabštejna († 14. 8. 1537)[6]
- 1538 (15. 5.) – 1542 Volf Krajíř z Krajku na Nové Bystřici[6]
- 1542–1554 (19. 5.) Jindřich IV. z Plavna (1510, asi 24. 8. Hartenštejn – 19. 5. 1554 Stadtsteinach během obléhání Plassenburgu)[6]
- 1554–1565 (12. 12.) Jáchym z Hradce (14. 7. 1526 – 12. 12. 1565)[7][6]
- 1566 (září) – 1582 (20. 10.) Vratislav II. z Pernštejna zvaný Nádherný na Tovačově a Plumlově (9. 7. 1530 – 20. 10. 1582 na Dunaji u Lince)[1][6]
- 1582–1585 úřad neobsazen
- 1585–1593 (léto) Adam II. z Hradce (1549 – 24. 11. 1596 Praha)[8][6]
- 1593–1597 úřad neobsazen (de facto řízen místokancléřem Kryštofem Želinským ze Sebuzína)[9]
- 1597–1598 (22. 1.) Jiří Bořita z Martinic[10] na Smečně (1532 – 22. 1. 1598)[6]
- 1598–1599 úřad neobsazen (de facto řízen místokancléřem Kryštofem Želinským ze Sebuzína)[9]
- 1599 (6. 9.) – 1628 (16. 6.) Zdeněk Vojtěch Popel z Lobkowicz (15. 8. 1568 – 16. 6. 1628 Vídeň)[11][6]
- 1619–1620 Václav Vilém z Roupova na Žitenicích († 20. 9. 1641)
- 1628–1652 (19. 1.) Vilém Slavata z Chlumu a Košumberka  (1. 12. 1572 Čestín – 19. 1. 1652 Vídeň)[12]
- 1652 (5. 2.) – 1683 (24. (nebo 27.?) 3.) Jan Hartwig z Nostitz (1610 Kunzendorf – 24. (nebo 27.?) 3. 1683 Vídeň)
- 1683 (8. 4.) – 1699 (27. 2.) František Oldřich Kinský (1634 Chlumec nad Cidlinou – 27. 2. 1699 Vídeň)[13]
- 1700[13] (24. 2.) – 1705 (22. 8.) Jan František Bruntálský z Vrbna († 22. 8. 1705)
- 1705 (6. 6.) – 1711 Václav Norbert Oktavián Kinský (1642 – 3. 1. 1719)[13]
- 1711 (18. 12.) – 1712 (5. 12.) Jan Václav Wratislav z Mitrowicz (asi 1670 – 5. 12. 1712 Vídeň)[13]
- 1713[13] (25. 3.) – 1723[13] (8. nebo 10. 4.)  Leopold Josef Šlik (10. 6. 1663 – 8.[14][15] nebo 10. 4. 1723)[16]
- 1723 (24. 6.) – 1735 nebo 1736[13] František Ferdinand Kinský z Vchynic a Tetova (1. 1. 1678 – 12. 9. 1741),[17] přísahu složil na zámku v Brtnici 24. 6. 1723,[18] byl také českým královským dvorským hofmistrem[18]
- 1736 (7. 1.) – 1738 (21. 4.) Vilém Albrecht II. Krakowský z Kolowrat (4. 9. 1678 – 21. 4. 1738 Vídeň)[19][13]
- 1738 (3. 5.) – 1745 Filip Josef Kinský (1. 5. 1700 – 12. 1. 1749)[20][13]
- (1741 – 1743 Jan František Václav Kaiserstein[21] (1698–1761) – za vlády protikrále Karla Alberta Bavorského)[pozn. 1]
- 1745 (26. 7.) – 1749 (4. 6.) Bedřich August z Harrachu (18. 6. 1696 Vídeň – 4. 6. 1749 Vídeň)[13]

### S titulem „nejvyšší český a první rakouský kancléř“
- 1749–1760[13] Fridrich Vilém Haugwitz (11. 12. 1702 – 30. 8. 1765 Miroslavské Knínice); v letech 1749–1753 se úřad nazýval prezident Directoria in publicis et cameralibus
- 1761[13] nebo 1762[23] (1. 1.) – 1771 (8. 7.) Rudolf Chotek z Chotkova a Vojnína (24. 1. 1706 Bělušice – 8. 7. 1771 Vídeň)
- 1771 (1. 7.) – 1771 Karel Fridrich z Hatzfeldu (14. 9. 1718 Vídeň – 5. 9. 1793 Vídeň)
- 1771 (15. 12.) – 1782 Jindřich Kajetán z Blümegenu (29. 6. 1715 – 30. 7. 1788 Letovice)[13]
- 1782–1782 Judas Tadeáš z Reišachu[13]
- 1782 (18. 10.) – 1796 Leopold Vilém Krakowský z Kolowrat (31. 12. 1727 Praha – 3. 11. 1809 Vídeň)[13]
- 1796–1802 Prokop Lažanský z Bukové (14. 9. 1741 Struhaře – 5. 8. 1804 Praha)[13]
- 1802 (26. 8.) – 1817 (18. 11.) Alois Ugarte (15. 12. 1749 – 18. 11. 1817 Štýrský Hradec)
- 1817 (23. 12.) – 1830 František ze Saurau
- 1830 (26. 8.) – 1842 Antonín Bedřich Mitrovský z Nemyšle (20. 5. 1770 Brno – 1. 9. 1842 Vídeň), úřad zastával v době korunovace Ferdinanda V. Dobrotivého v roce 1836, avšak z důvodu nemoci se obřadu nezúčastnil, zastupoval ho prezident dvorské komory August Longin Lobkowicz[24]
- 1842–1848 Karel Inzaghi (5. 12. 1777 Idrija, Slovinsko – 17. 5. 1856 Štýrský Hradec)

## Seznam českých kancléřů v české dvorské kanceláři
Český kancléř (královský kancléř v Českém království, německy böhmischer Kanzler) byl přímým zástupcem představeného kanceláře, tedy nejvyššího kancléře. Odsunul vicekancléře v hierarchii kanceláře až na třetí místo. Tento úřad zřídil císař Ferdinand II. (českým králem 1619, 1620–1637) v roce 1634 pro Jiřího Adama z Martinic, který v úřadu zůstal až do své smrti v roce 1651. Nejprve působil v Praze, v roce 1634 se kancelář přestěhovala do Vídně. Znovu byl úřad zřízen císařem Leopoldem I. (českým králem 1657–1705) v roce 1703 po pauze, která trvala 52 let, a zanikl v roce 1738. Český kancléř měl ulehčit vytíženému nejvyššímu kancléřovi v jeho povinnostech, účastnil se všech zasedání a porad, během hlasování disponoval vlastním hlasem.
- 1634–1651 Jiří Adam z Martinic  (1602 Smečno – 6. 11. 1651) jako úřední zástupce (adlatus) nejvyššího kancléře Viléma Slavaty
- 1651–1703 úřad neobsazen
- 1703 (9. 12.) – 1705 (6. 6.) Václav Norbert Oktavián Kinský (1642 – 3. 1. 1719)[26]
- 1705 (6. 6.) – 1711 (18. 12.) Jan Václav Wratislav z Mitrowicz (asi 1670 – 5. 12. 1712 Vídeň)[27]
- 1711–1715 úřad neobsazen ???
- 1715 (září) – 1723 František Ferdinand Kinský[28][18] (1. 1. 1678 – 12. 9. 1741)
- 1723–1734 úřad neobsazen ???
- 1734–1736 Vilém Albrecht II. Krakowský z Kolowrat (4. 9. 1678 – 21. 4. 1738 Vídeň)[29]
- 1736 (10. 1.) – 1738 (3. 5.) Filip Josef Kinský (1. 5. 1700 – 12. 1. 1749)[30]

## Seznam vicekancléřů včeské dvorské kanceláři
Vicekancléř byl přímým podřízeným nejvyššího kancléře. Pokud byl kancléř nepřítomen, vicekancléř byl jeho plnohodnotným zástupcem. Obvykle spravoval část agendy zcela samostatně. Byl členem české dvorské královské rady. Po obsazení postu českého kancléře (1703–1738) se jeho postavení v rámci kanceláře posunulo až na třetí místo. Pokud působil v kanceláři i český kancléř, býval většinou pro odlišení označován jako německý vicekancléř (deutscher Vizekanzler).